# Wiżajny (gemeente)
De gemeente Wiżajny, (Litouws: Vižainio valsčius) is een landgemeente in het Poolse woiwodschap Podlachië, in powiat Suwalski.
De zetel van de gemeente is in Wiżajny.
Op 30 juni 2004 telde de gemeente 2724 inwoners.

## Oppervlakte gegevens
In 2002 bedroeg de totale oppervlakte van gemeente Wiżajny 122,59 km², waarvan:
- agrarisch gebied: 71%
- bossen: 15%

De gemeente beslaat 9,38% van de totale oppervlakte van de powiat.

## Demografie
Stand op 30 juni 2004:
| Omschrijving                   | Totaal | Totaal | Vrouwen | Vrouwen | Mannen | Mannen |
| ------------------------------ | ------ | ------ | ------- | ------- | ------ | ------ |
| eenheid                        | aantal | %      | aantal  | %       | aantal | %      |
| inwoners                       | 2724   | 100    | 1318    | 48,4    | 1406   | 51,6   |
| bevolkingsdichtheid (inw./km²) | 22,2   | 22,2   | 10,8    | 10,8    | 11,5   | 11,5   |

In 2002 bedroeg het gemiddelde inkomen per inwoner 1513,51 zł.

## Plaatsen
Antosin, Bolcie, Burniszki, Cisówek, Dziadówek, Dzierwany, Grzybina, Jaczne, Jegliniszki, Jodoziory, Kamionka, Kleszczówek, Kłajpeda, Kłajpedka, Laskowskie, Leszkiemie, Ługiele, Makowszczyzna, Marianka, Maszutkinie, Mauda, Mierkinie, Okliny, Polimonie, Poplin, Rogożajny Małe, Rogożajny Wielkie, Smolniki, Soliny, Stankuny, Stara Hańcza, Stołupianka, Sudawskie, Sześciwłóki, Użmauda, Wiłkupie, Wiżajny, Wiżgóry, Wysokie, Żelazkowizna.

## Aangrenzende gemeenten
Dubeninki, Jeleniewo, Przerośl, Rutka-Tartak. De gemeente grenst z Litwą.
- Virtual International Authority File: 306422115